# Monatik
Dmytro Serhiiovych Monatyk (tiếng Ukraina: Дмитро́ Сергі́йович Мона́тик; sinh ngày 1 tháng 4 năm 1986), được biết đến với nghệ danh Monatik (cách điệu dưới dạng viết hoa toàn bộ), là một ca sĩ, nhạc sĩ, vũ công và nhà soạn nhạc người Ukraina.
Anh đã mở màn vòng bán kết đầu tiên của Cuộc thi Eurovision Song Contest năm 2017 vào ngày 9 tháng 5.

## Tiểu sử

### Những năm đầu
Từ năm 2000 đến năm 2006, anh là thành viên của Nhóm nhảy Breakdance xứ Lutsk 'DBS Crew', trở thành nhóm 'B-boy' giỏi nhất ở Tây Ukraina. Năm 2003, anh theo học Khoa Luật của Học viện Quản lý Nhân sự Liên khu vực, tại đây anh dành thời gian rảnh rỗi để nhảy và học nhạc. Sau khi tốt nghiệp đại học, anh đã nhận được bằng chuyên môn luật sư.

### Trở nên nổi tiếng
Năm 2008, anh đã lọt vào vòng chung kết của buổi thử giọng cho chương trình Фабрика зірок – 2 (Star Academy), nhưng anh đã không tham gia vào dự án này. Vào năm đó, ca sĩ Natalia Mohylevska đã yêu cầu Dmytro biên đạo vở ballet của cô trong chương trình hòa nhạc 'Real O'. Đây thực sự là bước ngoặt đối với anh vì anh đã đồng ý và chuyển đến Kyiv.
Năm 2008, anh thành lập nhóm nhạc đầu tiên của mình mang tên 'Monatique' và đã tổ chức được 2 buổi hòa nhạc trực tiếp tại Lutsk. Họ chơi nhạc theo thể loại funk và soul. Năm 2009, anh đã vượt qua buổi thử giọng để tham gia 'D'arts'.

### Bắt đầu sự nghiệp solo
Vào mùa hè năm 2011, ca khúc solo đầu tiên của anh mang tên ТайУлетаю ra mắt, video ca nhạc được quay bằng thiết bị di động. Trong năm đó, nhiều ngôi sao nổi tiếng đã mời Dmytro tham gia các video ca nhạc của họ. Anh cũng là biên đạo múa cho video âm nhạc của bài hát «На большом воздушном шаре» của Йолки.

### Phát triển sự nghiệp
Vào ngày 12 tháng 12 năm 2014, trong buổi hòa nhạc solo của mình ở Kyiv, anh đã trình bày album solo đầu tay của mình «Саундтрек сегодняшнЕГО дня (С. С. Д.)» (tạm dịch: Ca khúc của Hôm nay).
Đầu năm 2015, anh đã tham gia hai bản song ca thành công với những ca khúc của riêng mình – với Anna Sedokova (bài hát «Тише» (tạm dịch: Tĩnh lặng hơn)) và ban nhạc Quest Pistols Show (bài hát «Мокрая» (tạm dịch: Ướt)). Cả hai bài hát đều có video ca nhạc đi kèm.
Ngày 25 tháng 5 năm 2016 đánh dấu sự ra mắt album thứ hai của anh «Звучит» (tạm dịch: Âm thanh), bao gồm 16 ca khúc.
Vào tháng 4 năm 2018, Monatik đã phát hành đĩa đơn «Цей день» với Nina Matviyenko, và vào tháng 7, anh đã phát hành một đĩa đơn với Nadya Dorofeeva có tên «Глубоко» (tạm dịch: Sâu).

## Album

### Саундтрек сегодняшнЕГО дня (С. С. Д.) (2013) (tạm dịch: Ca khúc của Ngày hôm nay)
1. «Intro» (tạm dịch: Mở đầu)
2. «Дым» (tạm dịch: Khói)
3. «ТайУлетаю» (tạm dịch: Tôi đã bay đi)
4. «Важно» (tạm dịch: Quan trọng)
5. «Саундтрек сегодняшнЕГО дня (С. С. Д.)» (tạm dịch: Ca khúc của Ngày hôm nay)
6. «Воздух» (tạm dịch: Không khí)
7. «Прости…» [[tạm dịch : Tha thứ)
8. «Улыбаясь» (tạm dịch: Mỉm cười)
9. «В лучшем свете» (tạm dịch: Trong một thế giới tốt đẹp hơn)
10. «Жадная» (tạm dịch: Tham lam)
11. «ТерроризирУ. Е.т» (tạm dịch: Khủng bố)
12. «Прости…» (GreenLeto & Sam Radeo Remix) [Phiên bản mở rộng] (tạm dịch: Tha thứ)
13. «Важно» (phiên bản acoustic trực tiếp) (hợp tác với Open Kids) (tạm dịch: Khó khăn)

### Звучит (2016) (tạm dịch: Âm thanh)
1. Мудрые деревья (tạm dịch: Những cái cây thông minh)
2. Кружит (tạm dịch: Quay)
3. Тише (з Анною Сєдоковою) (tạm dịch: Tĩnh lặng hơn)
4. Музыкально-танцевальная терапия (tạm dịch: Trị liệu bằng âm nhạc-khiêu vũ)
5. Пока ты на танцполе (tạm dịch: Khi bạn đang ở trên sàn nhảy)
6. Мокрая (з Quest Pistols Show) (tạm dịch: Ướt)
7. Path (tạm dịch: Con đường)
8. УВЛИУВТ (Упали в любовь и ударились в танцы) (tạm dịch: Chúng ta yêu nhau và bắt đầu khiêu vũ)
9. Каждый из нас (tạm dịch: Mọi người trong chúng ta)
10. Ещё один (tạm dịch: Một người khác)
11. Засияем (tạm dịch: Thắp sáng)
12. Сейчас (tạm dịch: Bây giờ)
13. Vâng, vâng! (tạm dịch: Đây là thời điểm của chúng ta!)
14. Выходной (tạm dịch: Kỳ nghỉ)
15. Vâng... (tạm dịch: Bạn)
16. Вечность (tạm dịch: Vĩnh viễn)

## Đề cử và giải thưởng
| Năm  | Giải thưởng                           | Đề cử                                         | Kết quả   | Ghi chú                                       |
| ---- | ------------------------------------- | --------------------------------------------- | --------- | --------------------------------------------- |
| 2014 | Giải thưởng Quốc Gia Ukraina Hàng năm | Nhà soạn nhạc xuất sắc nhất                   | Đề cử     |                                               |
| 2014 | Giải thưởng Quốc Gia Ukraina Hàng năm | Bài hát xuất sắc nhất                         | Đoạt giải | For the song for Svitlana Loboda «40 degrees» |
| 2015 | Giải thưởng Quốc Gia Ukraina Hàng năm | Ca sĩ xuất sắc nhất                           | Đề cử     |                                               |
| 2015 | Giải thưởng âm nhạc M1                | Breakthrough of the year                      | Đoạt giải |                                               |
| 2016 | Giải thưởng âm nhạc M1                | Ca sĩ xuất sắc nhất                           | Đoạt giải |                                               |
| 2016 | Giải thưởng âm nhạc M1                | DANCE PARADE (with Kiss FM)                   | Đề cử     | Bài hát «Кружит»                              |
| 2016 | Giải thưởng Âm nhạc Quốc gia Nga      | Best Dance Hit of the Year                    | Đoạt giải | Song «Кружит»                                 |
| 2017 | Giải thưởng Quốc Gia Ukraina Hàng năm | Album xuất sắc nhất                           | Đoạt giải | Album«Звучит»                                 |
| 2017 | Giải thưởng Quốc Gia Ukraina Hàng năm | Video âm nhạc xuất sắc nhất                   | Đoạt giải | Music Video«Кружит» (Director Tetyana Myino)  |
| 2017 | Giải thưởng Quốc Gia Ukraina Hàng năm | Bài hát xuất sắc nhất                         | Đề cử     | Song «Кружит»                                 |
| 2017 | VIVA! Most Beautiful                  | Breakthrough of the Year                      | Đoạt giải |                                               |
| 2017 | M1 Music Awards                       | Ca sĩ xuất sắc nhất                           | Đề cử     |                                               |
| 2017 | M1 Music Awards                       | DANCE PARADE (with Kiss FM)                   | Đoạt giải | Song «Vitamin D»                              |
| 2017 | Elle Style Awards 2017                | Ca sĩ xuất sắc nhất                           | Đoạt giải |                                               |
| 2017 | Elle Digital Awards                   | One Day Elle MAN with Star                    | Đoạt giải |                                               |
| 2017 | Men's Magazine "XXL"                  | Musician of the Year                          | Đoạt giải |                                               |
| 2018 | Tele-triumph                          | Best Concert Show                             | Đoạt giải | Cho buổi trình diễn «Vitamin D»               |
| 2019 | Giải thưởng Âm nhạc Quốc gia Nga      | Nam ca sĩ nam xuất sắc nhất thể loại nhạc Pop | Đề cử     |                                               |